# Zaječar
Zaječar je grad u istočnoj Srbiji (broj stanovnika 69 969). Središte je istoimene općine i Zaječarskog okruga. 

## Povijest
Oko 2000. pr. Kr. sa sjevera u dolinu Timoka prodiru grupe nomadskih stočara. One su se povezale s indoeuropskim grupama koje su već bile tu i na taj način stvorile osnovu za daljni razvitak indoeuropskih jezika. Starosjeditelji i došljaci se vremenom miješaju i od njih nastaju Tračani. U rimsko doba izgrađena je čitava mreža cesta u dolini Timoka. Najvažnija ruta je išla od Naissusa, dolinom rijeke Timoka prema Dunavu, uz koju je podignut veliki broj utvrda. Najveći rimski građevinski objekt u ovom kraju je Gamzigrad, u blizini istoimenog sela. Kao naselje Zaječar se prvi put spominje 1466. godine u otomanskom turskom tefteru vezanom za stanovništvo vidinskoga pašaluka. Naziv je najvjerojatnije staroslavenskoga podrijetla (zajec tj. zec), premda može biti i turskoga (po nekim pretpostavkama potječe od izvjesnog Said-Asir paše koji je svoju vojsku postavio u dolini rijeke Timoka u godinama kriznim po srpsku despotovinu). 
U naselju je tada živjelo osam obitelji koje su davale svom spahiji 540 akča prihoda. Zbog prirodnih bogatstava Timočke krajine (rudnici bakra, pirita, zlata i srebra u Boru i Majdanpeku, ugljena u Rtnju, Bogovini, Vrškoj Čuki, Podvisu, Dobroj Sreći i drugim nalazištima, žita u Krajini i drugim timočkim ravnicama, šuma i stočnog fonda) i zbog geostrategijskog položaja, ova oblast je od posebnog značaja za Srbiju.
Grad se danas nalazi u zaječarskoj kotlini gdje se kod mjesta zvanog Sastavak Crna reka i Beli Timok slivaju u rijeku Timok. U blizini grada se nalaze ostatci rimske carske palače iz 4. stoljeća nove ere, Felix Romuliana, koja je na popisu svjetske kulturne baštine pod zaštitom UNESCO-a.

## Poznate osobe
- Galerije - rimski car
- Nikola Pašić - političar
- Zoran Radmilović - glumac
- Nenad Ciganović - glumac

## Vanjske poveznice
Službene stranice grada